# 曹普华
曹普华（1966年9月—），男性，湖南省衡山县江东乡人。中华人民共和国政治人物。毕业于湖南师范大学、中国人民大学，曾任中国共产党岳阳市委员会书记，现任中共湖南省委副秘书长。

## 生平
1966年9月，曹普华出生在湖南省衡山县。1984年，曹普华考入湖南师范大学历史系，1987年6月加入中国共产党，1988年毕业后在衡山县岳云中学任教。1990年，曹普华考入中国人民大学深造，1993年毕业后分配到中共湖南省委统战部工作，官至该部副厅级纪检员。2003年12至2006年1月挂职中共芙蓉区委副书记。
2010年1月，曹普华调到湘西土家族苗族自治州，出任常委、州委组织部部长、州委党校第一校长。2012年1月兼任州委统战部部长。2016年9月升任中共湘西州委副书记、统战部部长。
2018年7月，曹普华调任中共邵阳市委副书记、统战部部长、市委党校校长（市行政学院院长）。
2020年10月，曹普华调回长沙市，出任湖南省社会科学院党组书记、院长。
2022年1月4日，曹普华调任中共岳阳市委委员、常委、书记，直到2023年12月卸任。2024年，出任中共湖南省委副秘书长、办公厅主任。